# جکسون ورومن
جکسون ورومن (به انگلیسی: Jackson Vroman) (زاده ۶ ژوئن ۱۹۸۱ در لاگونا، کالیفرنیا) بازیکن بسکتبال اهل آمریکا است که در باشگاه مهرام تهران در لیگ برتر ایران، و در سطح ملی برای لبنان بازی می‌کند. او با قد ۲۰۷ سانتی‌متر توانایی بازی در پست ۳ و ۴ (مهاجم) را دارد و به عنوان یکی از بهترین خارجی‌های بسکتبال ایران شناخته می‌شود.

## سرگذشت بسکتبال
ورومن بسکتبال خویش را از سال ۲۰۰۲ در دانشگاه ایالتی آیووا با بازی در جام قهرمانی بسکتبال دسته اول مردان ان‌سی‌ای‌ای آغاز کرد. او در سال ۲۰۰۴، توسط شیکاگو بولز به اتحادیه ملی بسکتبال (ان‌بی‌ای) راه یافت و بلافاصله به فینیکس سانز منتقل شد. ورومن در سال ۲۰۰۵ به نیواورلینز هورنتس رفت و تا سال ۲۰۰۶ برای این تیم بازی کرد. این سال پایان بازی ورومن در و او به باشگاه گران جزایر قناری در لیگ بسکتبال اسپانیا رفت.
ورومن یک فصل نیز در باشگاه لیتووس ریاتس لیتوانی بازی کرد، و سپس فصل بعد با ورود به باشگاه صباباتری، وارد ایران شد. او در سال ۲۰۰۹ به عنوان یار کمکی مهرام در جام باشگاه‌های آسیا شرکت کرد و علاوه بر کسب عنوان قهرمانی با این تیم به عنوان باارزش‌ترین بازیکن جام برگزیده شد.
پس از این جام از سوی چند کشور به او پیشنهاد تغییر ملیت داده شد، و ورومن در ازای دریافت مبلغ نامعینی پول تابعیت لبنان را پذیرفت. او در مسابقات قهرمانی بسکتبال آسیا ۲۰۰۹ و جام جهانی بسکتبال ۲۰۱۰ برای تیم ملی بسکتبال لبنان بازی کرد.
پدر او، برت ورومن، نیز یک بازیکن بسکتبال حرفه‌ای بود که در دهه ۱۹۸۰ برای یوتا جز بازی کرد.

## در گذشت
روز دوشنبه ۲۹ ژوئن ۲۰۱۵ دپارتمان پزشکی لس آنجلس اعلام کرد که پس از دریافت یک تماس تلفنی جسد جکسون ورومن را در کنار استخر خانه‌اش پیدا کرده است. دوربین های امنیتی محل استخر نشان دادند که وی به یکباره به داخل استخر افتاده است. بررسی نمونه خون جکسون نشان داد که در خون وی مقادیر نامتعارفی از کتامین، کوکائین و GHB وجود داشت که باعث مرگ وی شده است.